# Brazil International 2017
Die Brazil International 2017 (auch São Paulo International 2017 genannt) im Badminton fanden vom 8. bis zum 12. März 2017 in São Paulo statt.

## Sieger und Platzierte
| Disziplin    | Gold                        | Silber                         | Bronze                                               |
| ------------ | --------------------------- | ------------------------------ | ---------------------------------------------------- |
| Herreneinzel | Niluka Karunaratne          | Ygor Coelho                    | Jason Ho-Shue                                        |
| Herreneinzel | Niluka Karunaratne          | Ygor Coelho                    | Luka Wraber                                          |
| Dameneinzel  | Haruko Suzuki               | Fabiana Silva                  | Martina Repiská                                      |
| Dameneinzel  | Haruko Suzuki               | Fabiana Silva                  | Paloma da Silva                                      |
| Herrendoppel | Evgeny Dremin Denis Grachev | Adam Mendrek Jonathan Persson  | Paweł Prądziński Jan Rudziński                       |
| Herrendoppel | Evgeny Dremin Denis Grachev | Adam Mendrek Jonathan Persson  | Dominik Stipsits Roman Zirnwald                      |
| Damendoppel  | Jaqueline Lima Sâmia Lima   | Thalita Correa Paloma da Silva | Silvia Garino Lisa Iversen                           |
| Damendoppel  | Jaqueline Lima Sâmia Lima   | Thalita Correa Paloma da Silva | Paula Pereira Fabiana Silva                          |
| Mixed        | Hugo Arthuso Fabiana Silva  | Jonathan Persson Kate Foo Kune | Fabrício Farias Sâmia Lima                           |
| Mixed        | Hugo Arthuso Fabiana Silva  | Jonathan Persson Kate Foo Kune | Luíz Henrique Dias dos Santos Mariana Pedrol Freitas |